# فاضل ایروانی
محمد بن محمدباقر ایروانی مشهور به فاضل ایروانی (۱۲۳۲–۱۳۰۶ قمری)، از مراجع بزرگ شیعه در قرن ۱۳ قمری در قفقاز و آذربایجان، صاحب کتاب «اصول‌الفقه» و زاده ایروان بود. وی پس از درگذشت «کوه‌کمره‌ای» به عنوان مرجع تقلید وقت مطرح شد. صاحب ضوابط و صاحب جواهر ومرتضی انصاری از اساتید وی بودند. وی پنج‌شنبه سوم ربیع‌الاول ۱۳۰۶ قمری در نجف درگذشت و در جنب مدرسه معروف به فاضل ایروانی مدفون شد. از وی ۱۴ کتاب در فقه و اصول بجای مانده‌است.